# Cabezas (Fajardo)
Cabezas es un barrio ubicado en el municipio de Fajardo en el estado libre asociado de Puerto Rico. En el Censo de 2010 tenía una población de 1.339 habitantes y una densidad poblacional de 7,04 personas por km².

## Geografía
Cabezas se encuentra ubicado en las coordenadas 18°23′11″N 65°35′18″O / 18.38639, -65.58833. Según la Oficina del Censo de los Estados Unidos, Cabezas tiene una superficie total de 190.3 km², de la cual 7.73 km² corresponden a tierra firme y (95.94%) 182.58 km² es agua.

## Demografía
Según el censo de 2010, había 1.339 personas residiendo en Cabezas. La densidad de población era de 7,04 hab./km². De los 1.339 habitantes, Cabezas estaba compuesto por el 72.29% blancos, el 10.9% eran afroamericanos, el 0.45% eran amerindios, el 0.67% eran asiáticos, el 11.58% eran de otras razas y el 4.11% pertenecían a dos o más razas. Del total de la población el 95.52% eran hispanos o latinos de cualquier raza.